# WHDH (TV)
WHDH est une station de télévision américaine indépendante de langue anglaise située à Boston dans l'état du Massachusetts appartenant à Sunbeam Television. Elle dessert le grand marché de l'est du Massachusetts et le sud du New Hampshire. Son studio est situé au Bulfinch Place et est partagé avec sa station-sœur WLVI (en) affilié à The CW. Son émetteur est situé à Newton et diffuse d'une puissance de 1 000 kW.

## Histoire
Le 1er janvier 2017, la station perd son affiliation au réseau NBC qui va aller à WBTS-LD (en), propriété de NBCUniversal. Au Canada, elle était distribuée par satellite aux abonnés de Bell Télé ainsi qu'au Nouveau-Brunswick et Terre-Neuve-et-Labrador par Rogers Cable. Bell Télé changera de source pour WBTS à ses abonnés. WHDH devient une station locale, promettant 12 heures de nouvelles en continu par jour.

## Télévision numérique terrestre
| Canal virtuel | Image | Programmation                 |
| ------------- | ----- | ----------------------------- |
| 7.1           | 1080i | Programmation principale WHDH |
| 7.2           | 480i  | Defy (en)                     |